# سیارک ۴۷۰
سیارک ۴۷۰ (به انگلیسی: ‎470 Kilia، نامگذاری:1901GJ) چهارصد و هفتادمین سیارک کشف شده‌است که در ۲۱ آوریل ۱۹۰۱ و در هایدلبرگ کشف شد.
قدر مطلق سیارک برابر ۱۰٫۰۷ است.